# 林鳳岡

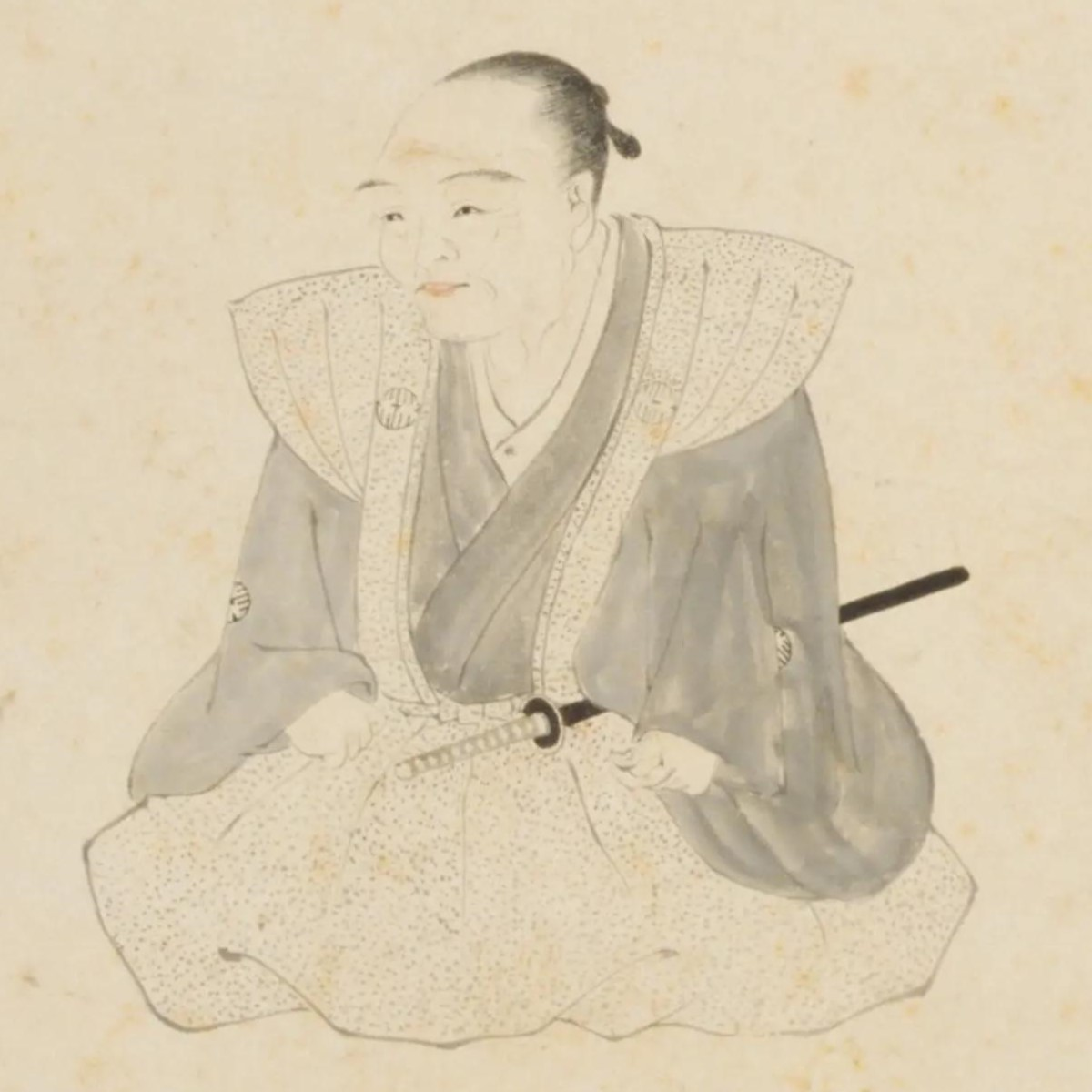
林鳳岡（『肖像集』）

林 鳳岡（はやし ほうこう、寛永21年12月14日（1645年1月11日） - 享保17年6月1日（1732年7月22日））は、江戸時代前期・中期の儒学者。特に元禄時代の将軍・徳川綱吉のもと江戸幕府の文治政治の推進に功績があったひとり。父は林鵞峰。名は又四郎・春常・信篤。字は直民。号は鳳岡・整宇。

## 人物略歴

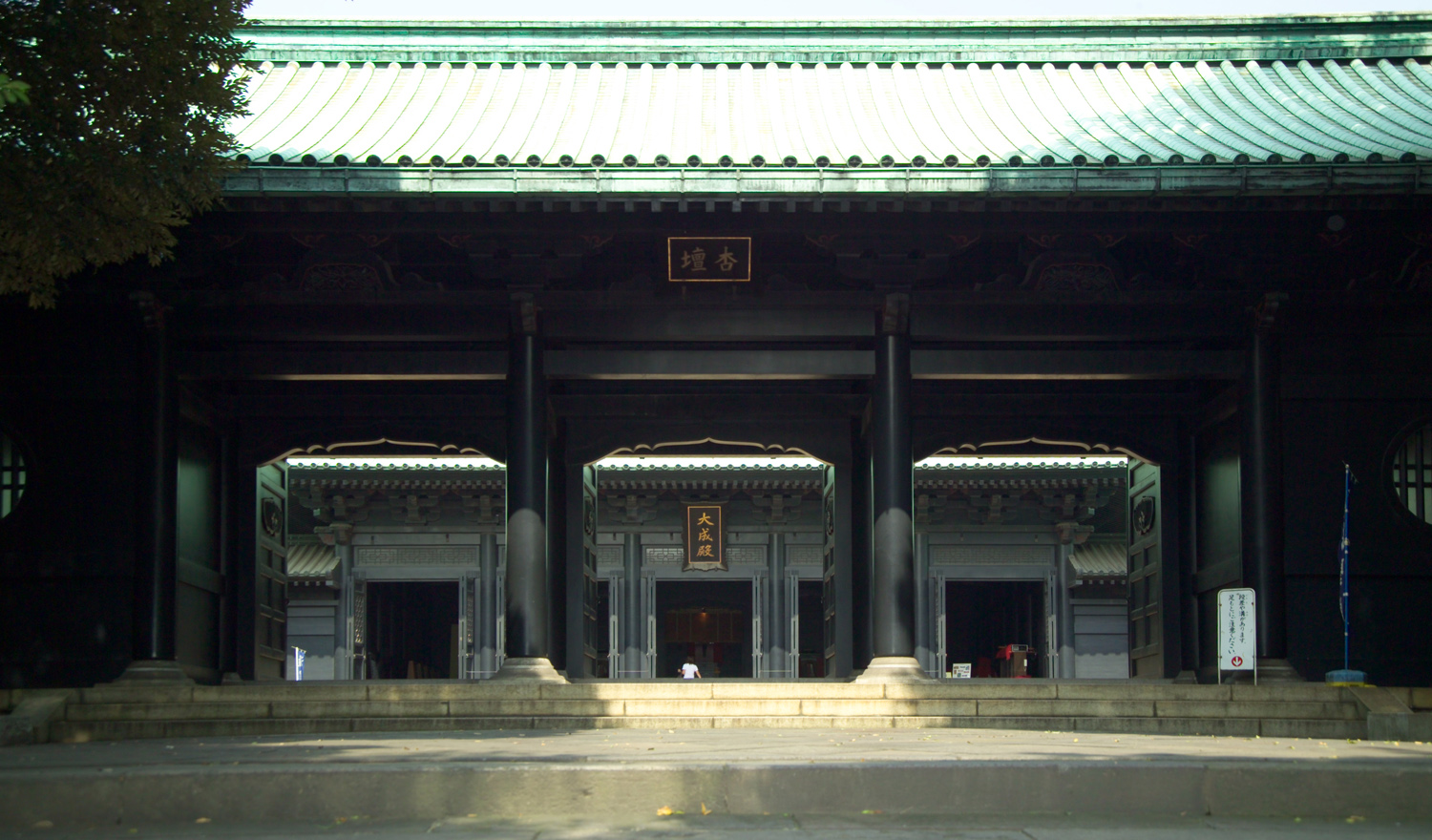
湯島聖堂

儒学者・林鵞峰の次男として江戸に生まれた。兄の春信（梅洞）が早世したため林家を継いだ。
延宝8年（1680年）に父・鵞峰が死去したのちは、その職禄を継いで大蔵卿法印・弘文院学士となった。その後、江戸幕府の4代将軍・徳川家綱以後、8代将軍・徳川吉宗まで5代にわたって幕府に仕えた。特に5代将軍・綱吉、8代将軍・吉宗からの信任が厚く、綱吉の命により殿中諸士に講義したこともある。
元禄4年（1691年）、それまで上野の不忍池の池畔にあった家塾が、湯島に移され湯島聖堂として竣工したのにあわせて大学頭に任じられた。このときまで儒者は仏僧の風にしたがい、士籍に入ることもできなかったが、鳳岡は強くこれに反対の意を表明した。これにより、同年、束髪改服を命じられ、従五位下に叙せられた。以後、鳳岡は聖堂学問所（のちに昌平坂学問所）を管掌し、大学頭の官職も林家が世襲することとなり、また、それまで僧形で勤めていた儒官の制度も終わりを告げて、儒学者は一般に士として扱われるようになった。
その後、鳳岡は吉宗までの歴代将軍に仕え、講学だけではなく官爵や系譜、祭典など、幕府の文書行政に参与し、この間、朝鮮通信使の応接にもかかわった。赤穂事件にも直面し、幕府の立場からこの事件をどう政治的・法的に位置づけて実行した浪士らの量刑を定めるか、の議論にも加わった。また『武徳大成記』などの編纂に従事し、林家の官学的傾向をつよめ、服忌令を定めた。また、その門下は幕府や諸藩に仕え、儒学の発展におおいに寄与した。
享保8年（1723年）、子の信充（林榴岡）に家督を譲った。享保17年（1732年）、87歳で死去した。

## 著書・門人
著書に『鳳岡学士集』『寛永小説』などがあり、元禄4年（1691年）以降は、もっぱら湯島を文教の府として儒教の振興に努めた。門人には嫡子信充のほか井上蘭台、秋山玉山、岡島冠山、黒沢雉岡、松平乗薀がおり、さらに、桂山彩巌、後藤栗庵、良野華陰、速見常房など多数におよんでいる。

## 漢詩
一例として、赤穂浪士が切腹を命じられた時に詠んだ漢詩がある。この詩は「江戸幕府の公式の見解・政策と、儒学者としての林家および個人の見解の間に違いはあるのか」という問いもはらみ、議論も生じさせた。
嘗て聞く　壮士は環去すること無く
易水　風寒く　袂を連ねていくと
炭唖　形を変じて予譲を追い
薤歌　涙を滴らせて田横を挽す
精誠　石砕けて　死すとも何ぞ悔いん
義気　水清くして　生は太（はなは）だ軽し
四十六人　斉しく刃に伏す
上天　猶ほ未だ　忠誠を察せず

## 演じた俳優
- 佐野浅夫 :『忠臣蔵』（年末時代劇スペシャル、1985年、NTV）
- 鈴木瑞穂 :『八代将軍吉宗』（大河ドラマ、1995年、NHK）